# Parantica oetakwensis
Parantica oetakwensis är en fjärilsart som beskrevs av James John Joicey och Alfred Noakes 1916. Parantica oetakwensis ingår i släktet Parantica och familjen praktfjärilar. Inga underarter finns listade i Catalogue of Life.